# Downiewo
Downiewo est un village situé dans la gmina de Gródek, dans le powiat de Białystok, dans la voïvodie de Podlachie à l'est de la Pologne, près de la frontière avec la Biélorussie.

## Histoire
Le village appartient, au XIXe siècle, au domaine de Yanopol, et compte trois familles d'agriculteurs en 1846.
Selon le premier recensement général de la population en 1921, le village compte sept maisons et 38 habitants.
Entre 1975 et 1998, le village appartenait administrativement à la voïvodie de Białystok.